# Liste des évêques de Namur

## Bref historique
Le diocèse de Namur, qui couvre actuellement les provinces belges de Namur et du Luxembourg, fut créé le 12 mai 1559 lors de la réorganisation religieuse des Pays-Bas espagnols. Cependant le premier évêque ne fut nommé que le 10 mars 1561.

## Liste des évêques de Namur
La première date correspond à la prise de possession et la seconde, au départ ou au décès de l'évêque.
- 10 mars 1561-30 novembre 1578 : Antoine Havet ;
- 30 novembre 1578-11 janvier 1580 : Sedes vacat (jusqu'après le 11 janvier 1580) ;
- 11 janvier 1580-17 février 1592 : François de Wallon-Capelle (la première date correspond ici à la nomination par le pape ; l'évêque ne fut consacré que le 10 août 1580) ;
- 20 décembre 1593-3 mars 1595 : Jean Dave (la première date correspond ici à la nomination par le pape ; l'évêque ne fut consacré que le 18 septembre 1594) ;
- 14 avril 1597-19 avril 1601 : Jacques Blaes, il quitta ce siège pour celui de Saint-Omer (la première date correspond à sa nomination par le pape ; il fut consacré le 23 novembre 1597) ;
- 3 décembre 1601-6 janvier 1615 : François Buisseret, il quitta ce siège pour celui de Cambrai (la première date est celle de sa nomination par le pape ; il ne fut consacré que le 10 février 1602) ;
- 6 janvier 1615-25 octobre 1615 : Sedes vacat ;
- 25 octobre 1615-15 septembre 1629 : Jean Dauvin ;
- 15 septembre 1629-10 mars 1630 : Sedes vacat (après le 10 mars 1630) ;
- 10 mars 1630-15 juillet 1651 : Engelbert des Bois (ou Desbois) (la première date est celle de sa nomination par le pape ; il ne fut consacré que le 7 juillet 1630) ;
- 5 octobre 1654-?? avril 1668 : Jean de Wachtendonck (la première date est celle de sa nomination par le pape ; il ne fut consacré que le 13 décembre 1654). Il quitta ce siège pour celui de Malines ;
- 5 mai 1669-26 décembre 1679 : Ignace Schetz de Grobbendonk, ancien évêque de Ruremonde, il fut ensuite évêque de Gand ;
- 26 décembre 1679-19 novembre 1680 : Sedes vacat ;
- 19 novembre 1680-7 septembre 1695 : Pierre Vandenperre (ou van den Perre) ;
- 21 janvier 1698-24 août 1725 : Ferdinand Paul Ernest Maximilien de Berlo de Brus (désigné par le souverain fin août 1696, confirmé par le pape le 11 novembre 1697, consacré le 29 décembre 1697, il ne prit possession de son siège que le 21 janvier 1698).
- 24 août 1725-2 septembre 1727 : Sedes vacat ;
- 2 septembre 1727-14 janvier 1740 : Thomas de Strickland ;
- 14 janvier 1740-16 avril 1741 : Sedes vacat ;
- 16 avril 1741-19 janvier 1771 : Paul-Godefroi de Berlo de Franc-Douaire (désigné par le souverain le 7 avril 1740, consacré le 9 avril 1741 et installé le 16 avril 1741 ne fut confirmé par le pape qu'en 1746) ;
- 19 janvier 1771-27 juillet 1772 : Sedes vacat ;
- 27 juillet 1772-31 octobre 1779 : Ferdinand-Marie de Lobkowitz (ou de Lobkowicz), il fut ensuite évêque de Gand.
- 31 octobre 1779-13 juin 1780 : Sedes vacat ;
- 13 juin 1780-18 octobre 1796 : Albert Louis de Lichtervelde ;
- 18 octobre 1796-6 juillet 1802 : Sedes vacat ;
- 1802 - 1803 : Claude de Bexon (démissionnaire). Après la démission de Monseigneur de Bexon, le légat du pape Mgr Caprara nomme l'abbé Jardrinet Ducoudray administrateur provisoire du diocèse[2];
- 1804 - 1826 : Charles-François-Joseph Pisani de la Gaude ;
- 1828 - 1831 : Nicolas-Alexis Ondernard ;
- 1833 - 1835 : Jean-Arnold Barrett ;
- 1836 - 1865 : Nicolas-Joseph Dehesselle ;
- 1865 - 1867 : Victor-Auguste Dechamps, C.Ss.R., archevêque de Malines en 1867, et créé cardinal en 1875 ;
- 1867 - 1883 : Théodore-Joseph Gravez ;
- 1883 - 1884 : Pierre-Lambert Goossens, archevêque de Malines en 1884, et créé cardinal en 1889 ;
- 1884 - 1892 : Édouard-Joseph Belin ;
- 1892 - 1899 : Jean-Baptiste Decrolière ;
- 1899 - 1941 : Thomas-Louis Heylen, O. Praem. ;
- 1941 - 1974 : André-Marie Charue ;
- 1974 - 1991 : Robert-Joseph Mathen ;
- 1991 - 2010 : André-Mutien Léonard, archevêque de Malines-Bruxelles en 2010 ;
- 2010 - 2019 : Rémy Vancottem ;
- depuis 2019 : Pierre Warin, auparavant évêque titulaire de Tongres depuis 2004[3].

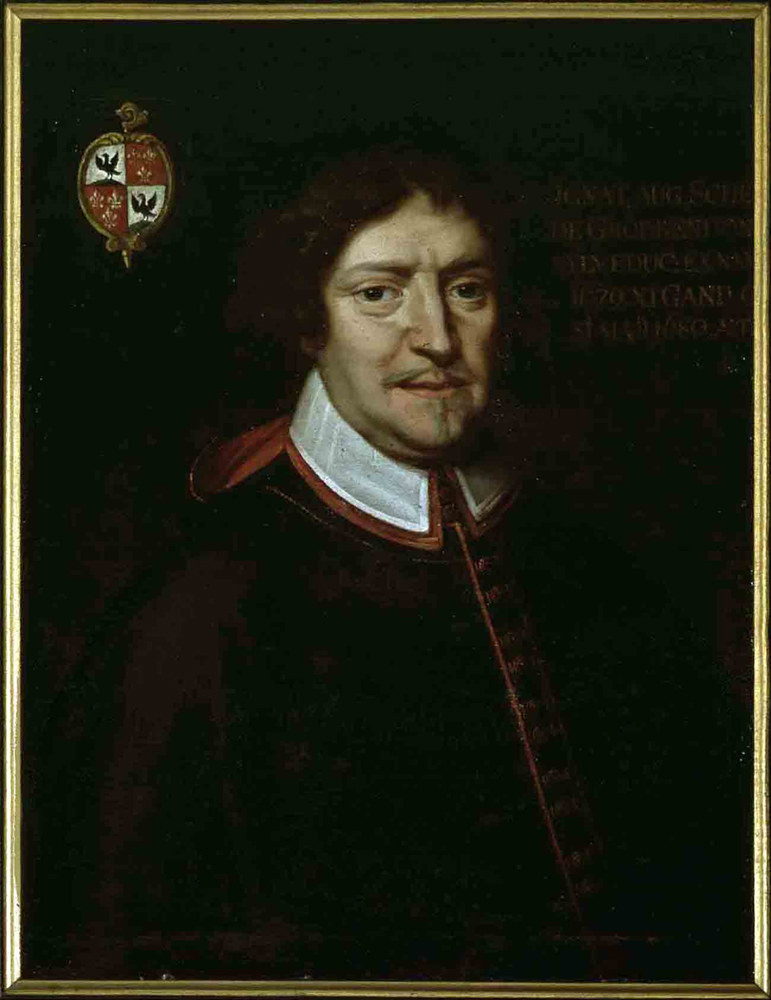
Ignace Schetz de Grobbendonk.
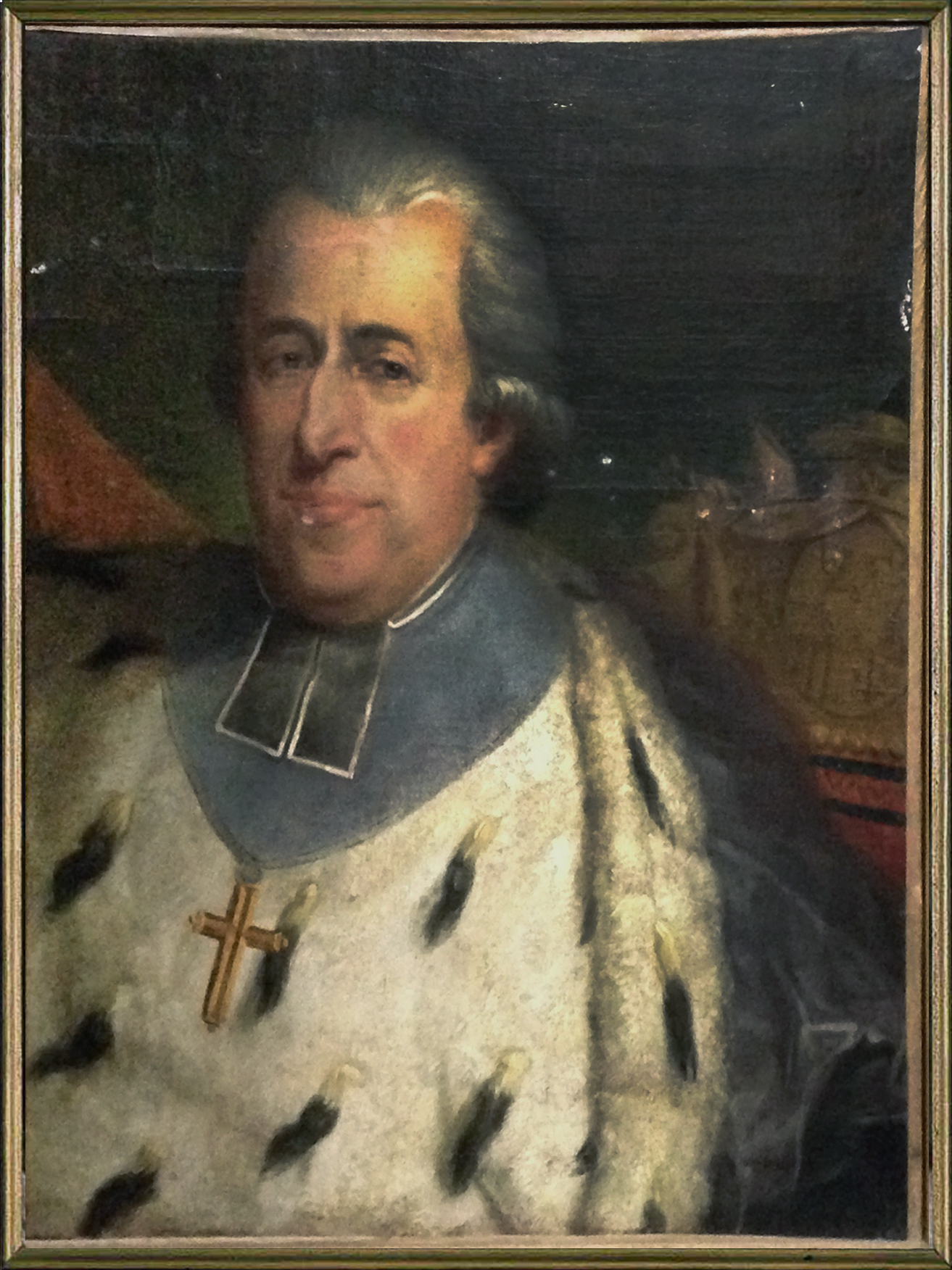
Ferdinand-Marie de Lobkowitz.
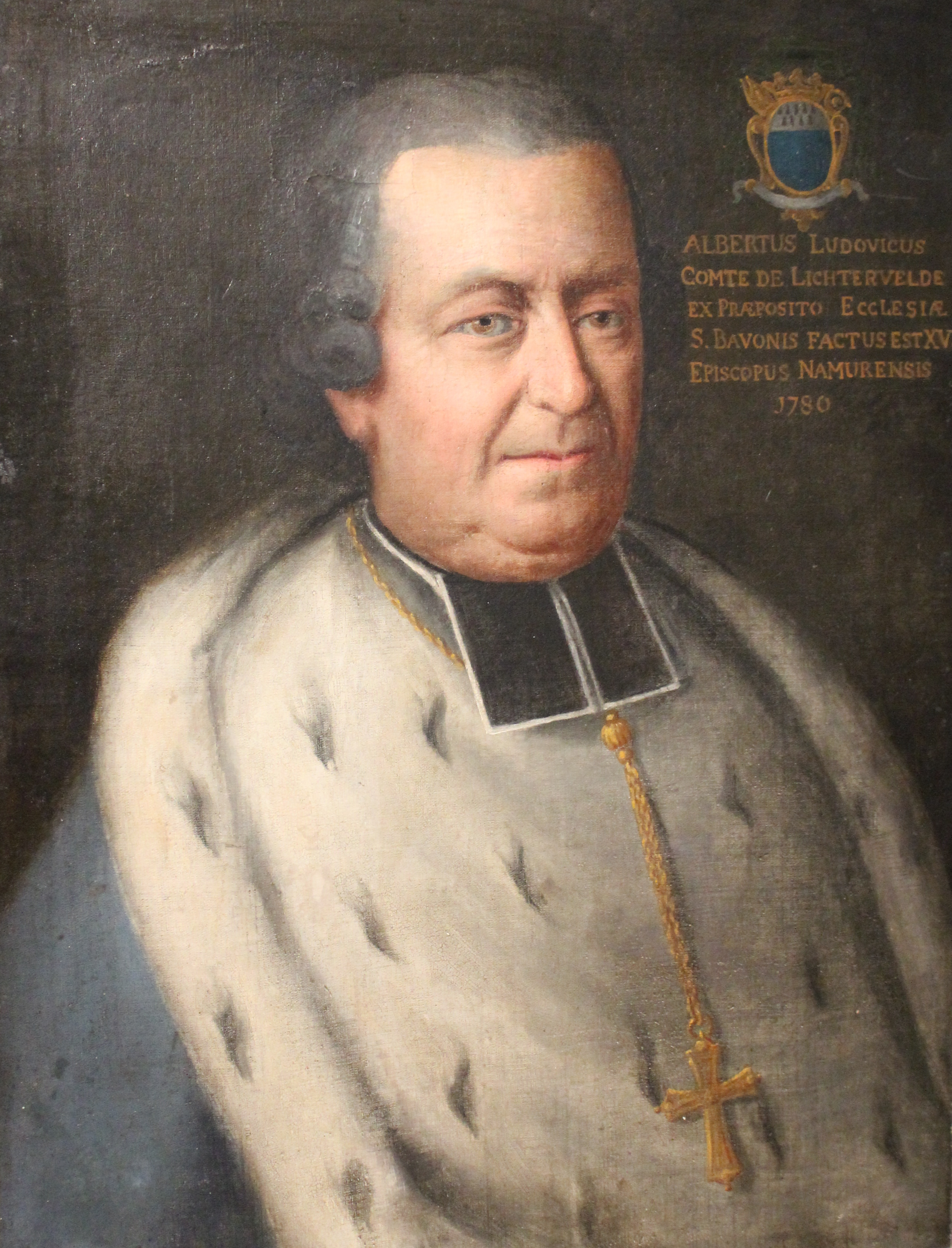
Albert Louis de Lichtervelde.
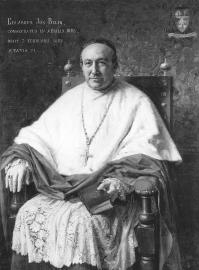
Édouard-Joseph Belin.
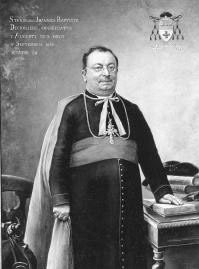
Jean-Baptiste Decrolière.
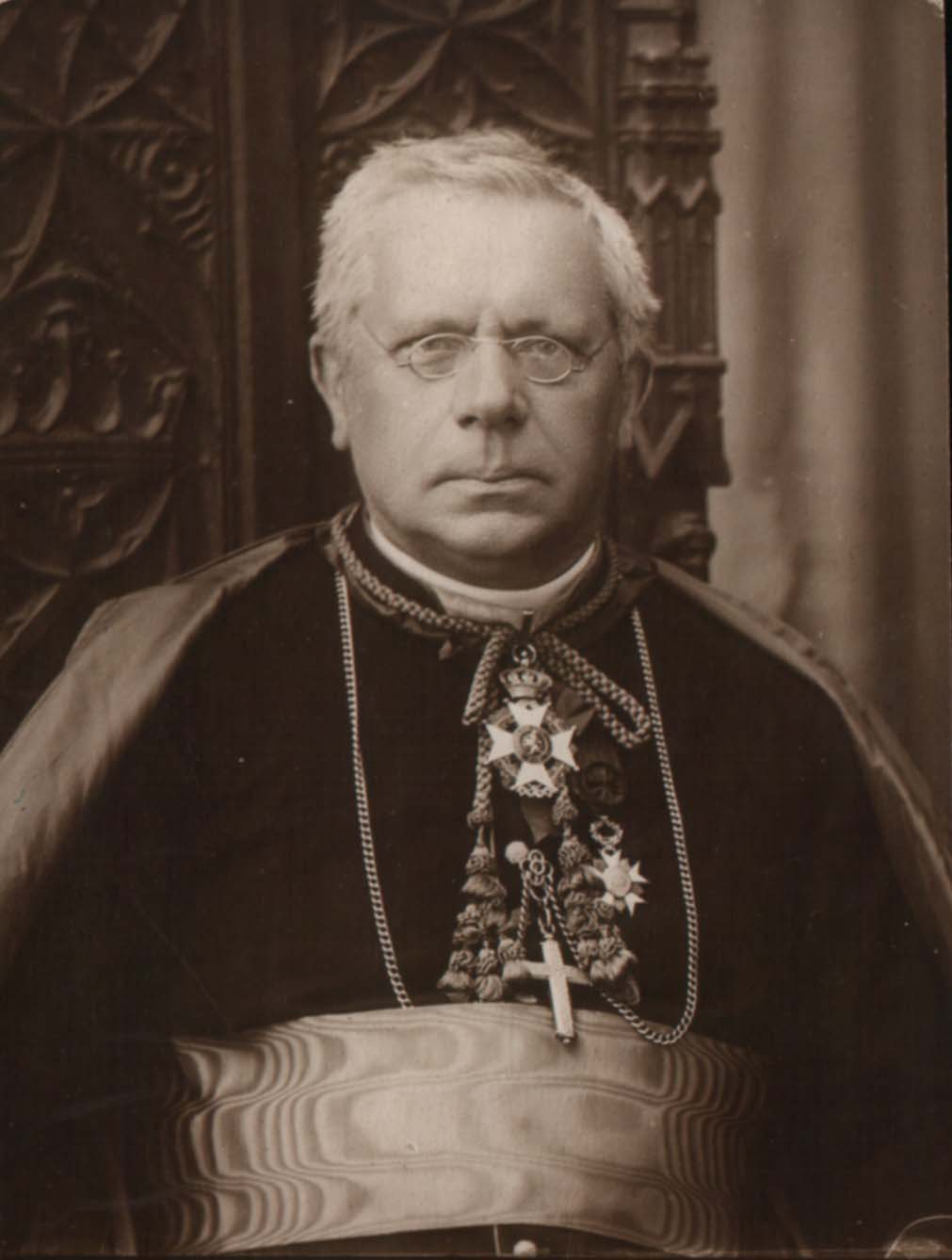
Thomas-Louis Heylen.
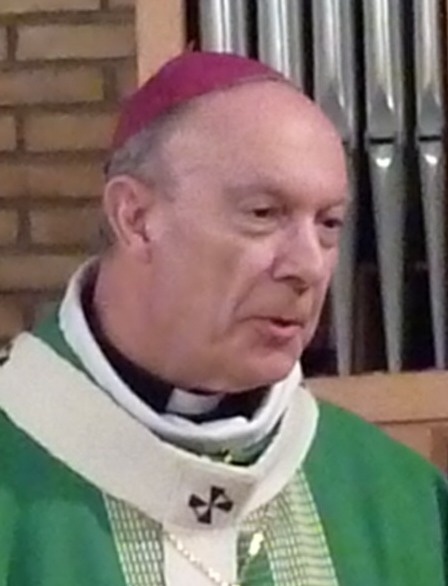
André-Mutien Léonard.